# Particle image velocimetry

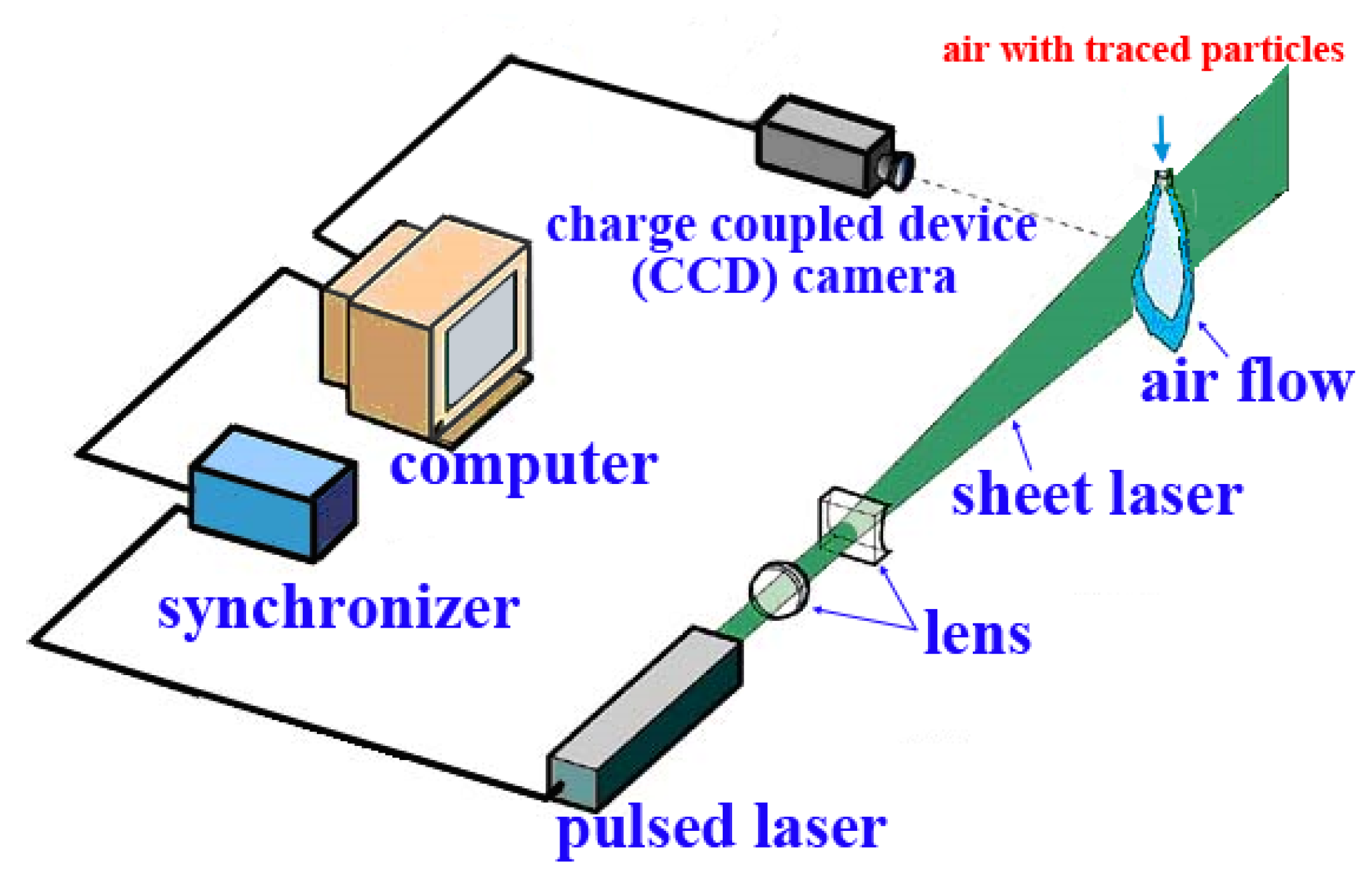
Werking van een PIV-systeem

Particle image velocimetry (PIV) is een optische methode voor stroomvisualisatie die wordt gebruikt in onderwijs en onderzoek. Het wordt gebruikt om momentane snelheidsmetingen en gerelateerde eigenschappen in vloeistoffen te verkrijgen. De vloeistof wordt "bezaaid" met tracerdeeltjes waarvan wordt aangenomen dat ze de stroming  getrouw volgen (de mate waarin de deeltjes de stroming getrouw volgen, wordt weergegeven door het stokes-getal). De vloeistof (of lucht) met meegevoerde deeltjes wordt belicht zodat deeltjes zichtbaar zijn. De beweging van de zaaideeltjes wordt gebruikt om de snelheid en richting (het snelheidsveld) van de bestudeerde stroming te berekenen. Praktisch gezien wordt dit belichten gedaan door het zenden van laserpulsen. De laserstraal wordt door een lenzenstelsel uitgewaaierd tot een heel dunne lichtband (sheet laser, zie figuur). Hierdoor worden alleen de deeltjes in een dun vlak belicht, de deeltjes die daarbuiten vallen worden dus "niet gezien". Er wordt een opname gemaakt met een camera die gekoppeld is aan de laser. Door twee opvolgende opnames te vergelijken kan de verplaatsing van de individuele deeltjes bepaald worden, en daarmee dus ook de snelheid van die deeltjes.

## PIV en andere technieken
Andere technieken die worden gebruikt om stromen te meten zijn laser-doppler-snelheidsmetrie en gloeidraad-anemometrie. Het belangrijkste verschil tussen PIV en deze technieken is dat PIV tweedimensionale of zelfs driedimensionale vectorvelden produceert, terwijl de andere technieken de snelheid op een punt meten. Tijdens PIV is de deeltjesconcentratie zodanig dat het mogelijk is om individuele deeltjes in een afbeelding te identificeren, maar niet met zekerheid om deze tussen afbeeldingen te volgen. Wanneer de deeltjesconcentratie zo laag is dat het mogelijk is een individueel deeltje te volgen, wordt dit deeltjesvolgsnelheidsmeting genoemd, terwijl laserspikkelsnelheidsmeting wordt gebruikt voor gevallen waarin de deeltjesconcentratie zo hoog is dat het moeilijk is om individuele deeltjes in een beeld waar te nemen. 
Een typisch PIV-apparaat bestaat uit een camera (normaal gesproken een digitale camera met een CCD-chip (charge-coupled device) in moderne systemen), een flitser of laser met een optische opstelling om het verlichte fysieke gebied te beperken (normaal gesproken een cilindrische lens om licht om te zetten straal naar een lijn), een synchronisator die fungeert als een externe trigger voor de bediening van de camera en laser, de zaaideeltjes en de onderzochte vloeistof. Een glasvezelkabel of vloeistoflichtgeleider kan de laser verbinden met de lensopstelling. PIV-software wordt gebruikt om de optische beelden na te bewerken. 

## Geschiedenis
Particle image velocimetry (PIV) is een niet-intrusieve optische stroommeettechniek die wordt gebruikt om vloeistofstroompatronen en -snelheden te bestuderen. PIV heeft wijdverspreide toepassingen gevonden op verschillende gebieden van wetenschap en techniek, waaronder aerodynamica, verbranding, oceanografie en biovloeistoffen. De ontwikkeling van PIV gaat terug tot het begin van de 20e eeuw, toen onderzoekers verschillende methoden begonnen te onderzoeken om de vloeistofstroom te visualiseren en te meten. 
De begindagen van PIV kunnen worden toegeschreven aan het baanbrekende werk van Ludwig Prandtl, een Duitse natuurkundige en ingenieur, die vaak wordt beschouwd als de vader van de moderne aerodynamica. In de jaren twintig gebruikten Prandtl en zijn collega's schaduwgrafieken en schlieren-technieken om stromingspatronen in windtunnels te visualiseren en te meten. Deze methoden waren gebaseerd op de brekingsindexverschillen tussen de vloeistofgebieden van belang en het omringende medium om contrast in de beelden te genereren. Deze methoden waren echter beperkt tot kwalitatieve waarnemingen en leverden geen kwantitatieve snelheidsmetingen op.
De vroege PIV-opstellingen waren relatief eenvoudig en gebruikten fotografische film als beeldopnamemedium. Er werd een laser gebruikt om deeltjes, zoals oliedruppeltjes of rook, te belichten en aan de stroom toe te voegen, en de resulterende deeltjesbeweging werd op film vastgelegd. De films werden vervolgens ontwikkeld en geanalyseerd om informatie over de stroomsnelheid te verkrijgen. Deze vroege PIV-systemen hadden een beperkte ruimtelijke resolutie en waren arbeidsintensief, maar ze boden waardevolle inzichten in het vloeistofstromingsgedrag. 
De komst van lasers in de jaren zestig bracht een revolutie teweeg op het gebied van stromingsvisualisatie en -meting. Lasers leverden een coherente en monochromatische lichtbron die gemakkelijk kon worden scherpgesteld en gericht, waardoor ze ideaal waren voor optische stroomdiagnostiek. Eind jaren zestig en begin jaren zeventig stelden onderzoekers als Arthur L. Lavoie, Hervé LJH Scohier en Adrian Fouriaux onafhankelijk van elkaar het concept van deeltjesbeeldsnelheid (PIV) voor. PIV werd aanvankelijk gebruikt voor het bestuderen van luchtstromen en het meten van windsnelheden, maar de toepassingen ervan breidden zich al snel uit naar andere gebieden van de vloeistofdynamica. 
In de jaren tachtig zorgde de ontwikkeling van ladingsgekoppelde apparaten (CCD's) en digitale beeldverwerkingstechnieken voor een revolutie in PIV. CCD-camera's vervingen fotografische film als medium voor beeldopname, waardoor een hogere ruimtelijke resolutie, snellere gegevensverzameling en real-time verwerkingsmogelijkheden ontstonden. Digitale beeldverwerkingstechnieken maakten een nauwkeurige en geautomatiseerde analyse van de PIV-beelden mogelijk, waardoor de tijd en moeite die nodig was voor data-analyse aanzienlijk werd verminderd. 
De komst van digitale beeldvorming en computerverwerkingsmogelijkheden in de jaren tachtig en negentig bracht een revolutie teweeg in PIV, wat leidde tot de ontwikkeling van geavanceerde PIV-technieken, zoals multi-frame PIV, stereo-PIV en tijdsopgeloste PIV. Deze technieken maakten een hogere nauwkeurigheid, een hogere ruimtelijke en temporele resolutie en driedimensionale metingen mogelijk, waardoor de mogelijkheden van PIV werden uitgebreid en de toepassing ervan in complexere stroomsystemen mogelijk werd gemaakt.
In de daaropvolgende decennia bleef PIV zich ontwikkelen en vooruitgang boeken op verschillende belangrijke gebieden. Een belangrijke vooruitgang was het gebruik van dubbele of meervoudige belichtingen in PIV, waardoor zowel momentane als tijdsgemiddelde snelheidsvelden konden worden gemeten. PIV met dubbele belichting (vaak "stereo PIV" genoemd) gebruikt twee camera's om twee opeenvolgende beelden vast te leggen met een bekende tijdsvertraging, waardoor driecomponentensnelheidsvectoren in een vlak kunnen worden gemeten. Dit gaf een completer beeld van het stromingsveld en maakte het mogelijk om complexe stromingen, zoals turbulenties en wervels, te bestuderen. 
In de jaren 2000 en daarna bleef PIV evolueren met de ontwikkeling van krachtige lasers, hogesnelheidscamera's en geavanceerde algoritmen voor beeldanalyse. Deze ontwikkelingen hebben het mogelijk gemaakt dat PIV kan worden gebruikt in extreme omstandigheden, zoals hogesnelheidsstromen, verbrandingssystemen en microschaalstromen, waardoor nieuwe grenzen worden geopend voor PIV-onderzoek. PIV is ook geïntegreerd met andere meettechnieken, zoals temperatuur- en concentratiemetingen, en wordt gebruikt in opkomende gebieden, zoals stromen op micro- en nanoschaal, korrelige stromen en additieve productie. 
De vooruitgang van PIV is gedreven door de ontwikkeling van nieuwe laserbronnen, camera's en beeldanalysetechnieken. Vooruitgang in de lasertechnologie heeft geleid tot het gebruik van lasers met hoog vermogen, zoals Nd:YAG-lasers en diodelasers, die een verhoogde verlichtingsintensiteit bieden en metingen in meer uitdagende omgevingen mogelijk maken, zoals hogesnelheidsstromen en verbrandingssystemen. Er zijn ook hogesnelheidscamera's met verbeterde gevoeligheid en framesnelheden ontwikkeld, waardoor transiënte stromingsverschijnselen met een hoge temporele resolutie kunnen worden vastgelegd. Bovendien zijn geavanceerde beeldanalysetechnieken ontwikkeld, zoals op correlatie gebaseerde algoritmen, fasegebaseerde methoden en machinaal leren-algoritmen, om de nauwkeurigheid en efficiëntie van PIV-metingen te verbeteren. 
Een andere belangrijke vooruitgang in PIV was de ontwikkeling van digitale correlatie-algoritmen voor beeldanalyse. Deze algoritmen maakten een nauwkeurigere en efficiëntere verwerking van PIV-beelden mogelijk, waardoor een hogere ruimtelijke resolutie en snellere data-acquisitiesnelheden mogelijk waren. Verschillende correlatie-algoritmen, zoals kruiscorrelatie, op Fourier-transformatie gebaseerde correlatie en adaptieve correlatie, zijn ontwikkeld en op grote schaal gebruikt in PIV-onderzoek. 
PIV heeft ook geprofiteerd van de ontwikkeling van numerieke stromingsleer (CFD)-simulaties, die krachtige hulpmiddelen zijn geworden voor het voorspellen en analyseren van vloeistofstromingsgedrag. PIV-gegevens kunnen worden gebruikt om CFD-simulaties te valideren en te kalibreren, en op hun beurt kunnen CFD-simulaties inzichten verschaffen in de interpretatie en analyse van PIV-gegevens. De combinatie van experimentele PIV-metingen en numerieke simulaties heeft onderzoekers in staat gesteld een dieper inzicht te krijgen in vloeistofstromingsverschijnselen en heeft geleid tot nieuwe ontdekkingen en vooruitgang op verschillende wetenschappelijke en technische gebieden.
Naast de technische vooruitgang is PIV ook geïntegreerd met andere meettechnieken, zoals temperatuur- en concentratiemetingen, om uitgebreidere stroommetingen met meerdere parameters te bieden. Door PIV te combineren met thermografisch fosfor of door laser geïnduceerde fluorescentie is bijvoorbeeld gelijktijdige meting van snelheid en temperatuur of concentratievelden mogelijk, wat waardevolle gegevens oplevert voor het bestuderen van warmteoverdracht, menging en chemische reacties in vloeistofstromen.

## Toepassingen
De historische ontwikkeling van PIV is gedreven door de behoefte aan nauwkeurige en niet-intrusieve stroommetingen op verschillende gebieden van wetenschap en techniek. De beginjaren van PIV werden gekenmerkt door de ontwikkeling van fundamentele PIV-technieken, zoals PIV met twee frames, en de toepassing van PIV in fundamenteel onderzoek naar de vloeistofdynamica, voornamelijk in academische settings. Naarmate PIV aan populariteit won, begonnen onderzoekers het te gebruiken in meer praktische toepassingen, zoals aerodynamica, hydrodynamica, verbranding en oceanografie.
Naarmate PIV zich blijft ontwikkelen en evolueren, wordt verwacht dat het verdere toepassingen zal vinden op een breed scala aan gebieden, van fundamenteel onderzoek in de vloeistofdynamica tot praktische toepassingen in techniek, milieuwetenschappen en geneeskunde. De voortdurende ontwikkeling van PIV-technieken, waaronder verbeteringen op het gebied van lasers, camera's, algoritmen voor beeldanalyse en integratie met andere meettechnieken, zullen de mogelijkheden ervan verder vergroten en de toepassingen ervan verbreden.
In de aerodynamica wordt PIV gebruikt om de stroming over vliegtuigvleugels, rotorbladen en andere aerodynamische oppervlakken te bestuderen, waardoor inzicht wordt verkregen in het stromingsgedrag en de aerodynamische prestaties van deze systemen.
Naarmate PIV aan populariteit won, vond het toepassingen op een breed scala aan gebieden buiten de aerodynamica, waaronder verbranding, oceanografie, biovloeistoffen en microschaalstromen. Bij verbrandingsonderzoek is PIV gebruikt om de details van verbrandingsprocessen te bestuderen, zoals vlamvoortplanting, ontsteking en brandstofverstuivingsdynamiek, wat waardevolle inzichten oplevert in de complexe interacties tussen brandstof en lucht in verbrandingssystemen. In de oceanografie wordt PIV gebruikt om de beweging van waterstromingen, golven en turbulentie te bestuderen, wat helpt bij het begrijpen van oceaancirculatiepatronen en kusterosie. In het onderzoek naar biovloeistoffen is PIV toegepast om de bloedstroom in slagaders en aders, de ademhalingsstroom en de beweging van cilia en flagella in micro-organismen te bestuderen, wat belangrijke informatie oplevert voor het begrijpen van fysiologische processen en ziektemechanismen.
PIV is ook gebruikt op nieuwe en opkomende gebieden, zoals stromen op micro- en nanoschaal, granulaire stromen en meerfasestromen. Mmcro-PIV en nano-PIV zijn gebruikt om stromingen in microkanalen, nanoporiën en biologische systemen op micro- en nanoschaal te bestuderen, waardoor inzicht wordt verkregen in het unieke gedrag van vloeistoffen op deze lengteschalen. PIV is toegepast om de beweging van deeltjes in korrelvormige stromen, zoals lawines en aardverschuivingen, te bestuderen en om meerfasige stromingen te onderzoeken, zoals bubbelstromen en olie-waterstromen, die belangrijk zijn in milieu- en industriële processen. Bij stromingen op microschaal zijn conventionele meettechnieken een uitdaging om toe te passen vanwege de kleine lengteschalen. Micro-PIV is gebruikt om stromen in microfluïdische apparaten, zoals lab-on-a-chip-systemen, te bestuderen en om fenomenen zoals druppelvorming, menging en celbeweging te onderzoeken, met toepassingen in de toediening van medicijnen, biomedische diagnostiek en microschaal. engineering.
PIV heeft ook toepassingen gevonden in geavanceerde productieprocessen, zoals additieve productie, waarbij het begrijpen en optimaliseren van het vloeistofstroomgedrag van cruciaal belang is voor het bereiken van producten van hoge kwaliteit en hoge precisie. PIV is gebruikt om de stromingsdynamiek van gassen, vloeistoffen en poeders in additieve productieprocessen te bestuderen, waardoor inzicht wordt verkregen in de procesparameters die de kwaliteit en eigenschappen van de vervaardigde producten beïnvloeden.
PIV is ook gebruikt in de milieuwetenschappen om de verspreiding van verontreinigende stoffen in lucht en water, sedimenttransport in rivieren en kustgebieden, en het gedrag van verontreinigende stoffen in natuurlijke en kunstmatige systemen te bestuderen. In energieonderzoek is PIV gebruikt om het stromingsgedrag in windturbines, waterkrachtcentrales en verbrandingsprocessen in motoren en turbines te bestuderen, wat helpt bij de ontwikkeling van efficiëntere en milieuvriendelijkere energiesystemen.

## Apparatuur en apparaten

### Zaaideeltjes

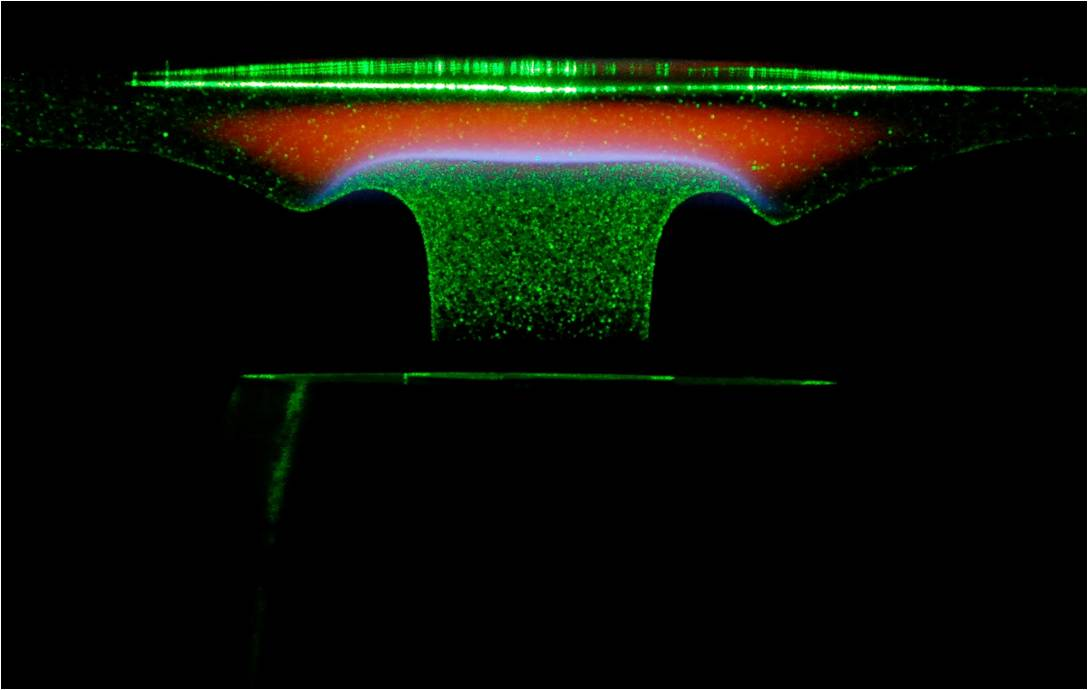
Toepassing van PIV bij verbranding

De zaaideeltjes zijn een inherent kritisch onderdeel van het PIV-systeem. Afhankelijk van de onderzochte vloeistof moeten de deeltjes redelijk goed de vloeistofbeweging kunnen voldoen. Anders zullen ze de stroom niet op bevredigende wijze genoeg volgen om de PIV-analyse als nauwkeurig te kunnen beschouwen. Ideale deeltjes hebben dezelfde dichtheid als het gebruikte vloeistofsysteem en zijn bolvormig (deze deeltjes worden microsferen genoemd). Hoewel de daadwerkelijke deeltjeskeuze afhankelijk is van de aard van de vloeistof, zijn dit voor macro-PIV-onderzoeken over het algemeen glaskralen, polystyreen, polyethyleen, aluminiumvlokken of oliedruppeltjes (als de onderzochte "vloeistof" een gas is). De brekingsindex voor de zaaideeltjes moet verschillen van de vloeistof waarin ze zaaien, zodat het laserblad dat op de vloeistofstroom valt, door de deeltjes zal reflecteren en naar de camera zal worden verstrooid.
De deeltjes hebben typisch een diameter in de orde van 10 tot 100 micrometer. Wat de afmetingen betreft, moeten de deeltjes klein genoeg zijn zodat de responstijd van de deeltjes op de beweging van de vloeistof redelijk kort is om de stroom nauwkeurig te volgen, maar toch groot genoeg om een aanzienlijke hoeveelheid van het invallende laserlicht te verstrooien. Voor sommige experimenten waarbij verbranding betrokken is, kan de grootte van de zaaideeltjes kleiner zijn, in de orde van 1 micrometer, om het dovende effect te vermijden dat de inerte deeltjes op de vlammen kunnen hebben. Vanwege de kleine omvang van de deeltjes wordt de beweging van de deeltjes gedomineerd door de weerstand van Stokes en bezinkings- of stijgeffecten. In een model waarin deeltjes worden gemodelleerd als bolvormig (microsferen) bij een zeer laag Reynoldsgetal, is het vermogen van de deeltjes om de vloeistofstroom te volgen omgekeerd evenredig met het verschil in dichtheid tussen de deeltjes en de vloeistof, en ook omgekeerd evenredig met de dichtheid van de deeltjes. kwadraat van hun diameter. Het verstrooide licht van de deeltjes wordt gedomineerd door het Tyndall-effect en is dus ook evenredig met het kwadraat van de diameters van de deeltjes. De deeltjesgrootte moet dus in evenwicht zijn om voldoende licht te verstrooien om alle deeltjes binnen het vlak van de laserplaat nauwkeurig te visualiseren, maar klein genoeg om de stroom nauwkeurig te volgen.
Het zaaimechanisme moet ook zo worden ontworpen dat de stroom in voldoende mate wordt bezaaid zonder de stroming al te zeer te verstoren.

### Camera
Om PIV-analyse van de stroom uit te voeren, zijn twee belichtingen met laserlicht op de camera vanuit de stroom nodig. Omdat camera's aanvankelijk niet in staat waren meerdere frames met hoge snelheden vast te leggen, werden beide belichtingen op hetzelfde frame vastgelegd en werd dit enkele frame gebruikt om de flow te bepalen. Voor deze analyse werd een proces gebruikt dat autocorrelatie wordt genoemd. Als gevolg van autocorrelatie wordt de richting van de stroom echter onduidelijk, omdat niet duidelijk is welke deeltjesvlekken afkomstig zijn van de eerste puls en welke van de tweede puls. Sindsdien zijn er snellere digitale camera's ontwikkeld die gebruik maken van CCD- of CMOS-chips en die twee frames op hoge snelheid kunnen vastleggen met een verschil van een paar honderd ns tussen de frames. Hierdoor kon elke opname op een eigen frame worden geïsoleerd voor een nauwkeurigere kruiscorrelatieanalyse. De beperking van typische camera's is dat deze hoge snelheid beperkt is tot een paar opnames. Dit komt omdat elk paar opnamen naar de computer moet worden overgebracht voordat er nog een paar opnamen kunnen worden gemaakt. Standaard camera's kunnen slechts een paren foto's maken met een veel lagere snelheid. Er zijn snelle CCD- of CMOS-camera's beschikbaar, maar deze zijn veel duurder.

### Laser en optiek
Voor macro-PIV-opstellingen zijn lasers overheersend vanwege hun vermogen om krachtige lichtstralen met korte pulsduur te produceren. Dit levert korte belichtingstijden voor elk frame op. Nd:YAG-lasers, die vaak worden gebruikt in PIV-opstellingen, zenden voornamelijk uit op een golflengte van 1064 nm en de harmonischen ervan (532, 266, enz.). Om veiligheidsredenen wordt de laseremissie doorgaans bandgefilterd om de harmonischen van 532 nm te isoleren (dit is groen licht, de enige harmonische die met het blote oog waarneembaar is). Een glasvezelkabel of vloeistoflichtgeleider kan worden gebruikt om het laserlicht naar de experimentele opstelling te richten.
De optiek bestaat uit een sferische lens en een cilindrische lenscombinatie. De cilindrische lens zet de laser uit tot een vlak, terwijl de sferische lens het vlak tot een dun vel comprimeert. Dit is van cruciaal belang omdat de PIV-techniek in het algemeen de beweging loodrecht op de laserplaat niet kan meten en dit dus idealiter wordt geëlimineerd door een volledig tweedimensionale laserplaat te behouden. De sferische lens kan de laserplaat niet comprimeren tot een feitelijk tweedimensionaal vlak. De minimale dikte ligt in de orde van de golflengte van het laserlicht en vindt plaats op een eindige afstand van de optische opstelling (het brandpunt van de sferische lens). Dit is de ideale locatie om het analysegebied van het experiment te plaatsen.
De juiste lens voor de camera moet ook worden geselecteerd om de deeltjes in het onderzoeksgebied goed te kunnen scherpstellen en visualiseren.

### Synchronisator
De synchronisator fungeert als externe trigger voor zowel de camera('s) als de laser. Hoewel in het verleden analoge systemen in de vorm van een fotosensor, een roterend diafragma en een lichtbron zijn gebruikt, zijn de meeste systemen die tegenwoordig worden gebruikt digitaal. De synchronisator, bestuurd door een computer, kan de timing van elk frame van de sequentie van de CCD-camera in combinatie met het afvuren van de laser tot op 1 ns nauwkeurig dicteren. Zo kan de tijd tussen elke puls van de laser en de plaatsing van het laserschot in relatie tot de timing van de camera nauwkeurig worden geregeld. Kennis van deze timing is van cruciaal belang omdat deze nodig is om de snelheid van de vloeistof in de PIV-analyse te bepalen. Op zichzelf staande elektronische synchronisatoren, digitale vertragingsgeneratoren genoemd, bieden timing met variabele resolutie van slechts 250 ps tot wel enkele ms. Met maximaal acht kanalen voor gesynchroniseerde timing bieden ze de mogelijkheid om meerdere flitslampen en Q-schakelaars te bedienen en om meerdere camera-belichtingen mogelijk te maken.

## Analyse

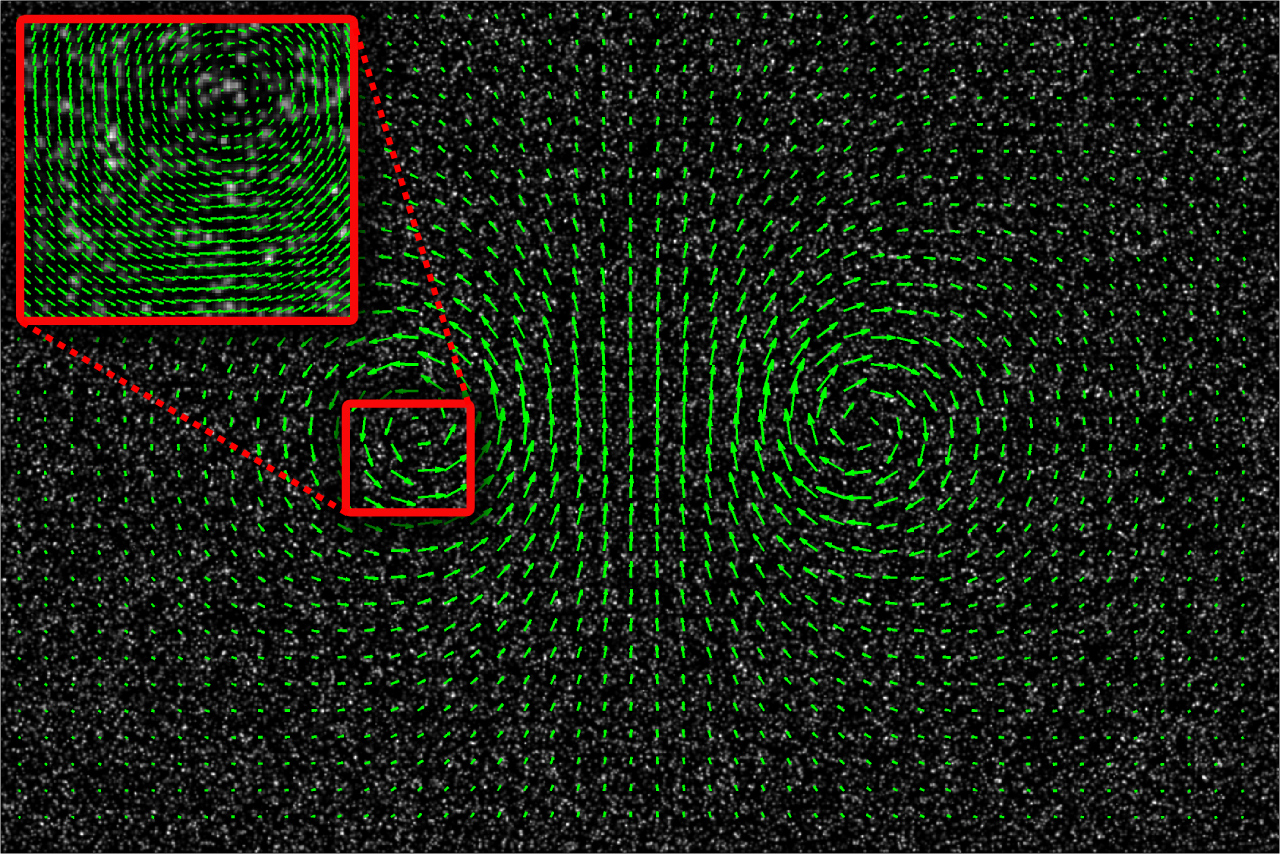
PIV-analyse van een vortexpaar. De vergroting linksboven toont de toename van de ruimtelijke resolutie die kan worden bereikt met behulp van een moderne multi-pass venstervervormingstechniek.

De frames zijn opgesplitst in een groot aantal ondervragingsruimtes of vensters. Het is dan mogelijk om voor elk venster een verplaatsingsvector te berekenen met behulp van signaalverwerking en autocorrelatie- of kruiscorrelatietechnieken. Dit wordt omgezet in een snelheid waarbij gebruik wordt gemaakt van de tijd tussen laseropnamen en de fysieke grootte van elke pixel op de camera. De grootte van het ondervragingsvenster moet zo worden gekozen dat het gemiddeld ten minste zes deeltjes per venster bevat.
De synchronisator regelt de timing tussen beeldbelichtingen en maakt het ook mogelijk dat beeldparen op verschillende tijdstippen in de stroom worden verkregen. Voor nauwkeurige PIV-analyse is het ideaal dat het gebied van de stroom dat van belang is een gemiddelde deeltjesverplaatsing van ongeveer acht pixels vertoont. Dit is een compromis tussen een langere tijdsafstand waardoor de deeltjes verder tussen frames kunnen reizen, waardoor het moeilijker wordt om te identificeren welk ondervragingsvenster naar welk punt is gereisd, en een kortere tijdsafstand, waardoor het te moeilijk zou kunnen worden om eventuele verplaatsingen binnen de frames te identificeren

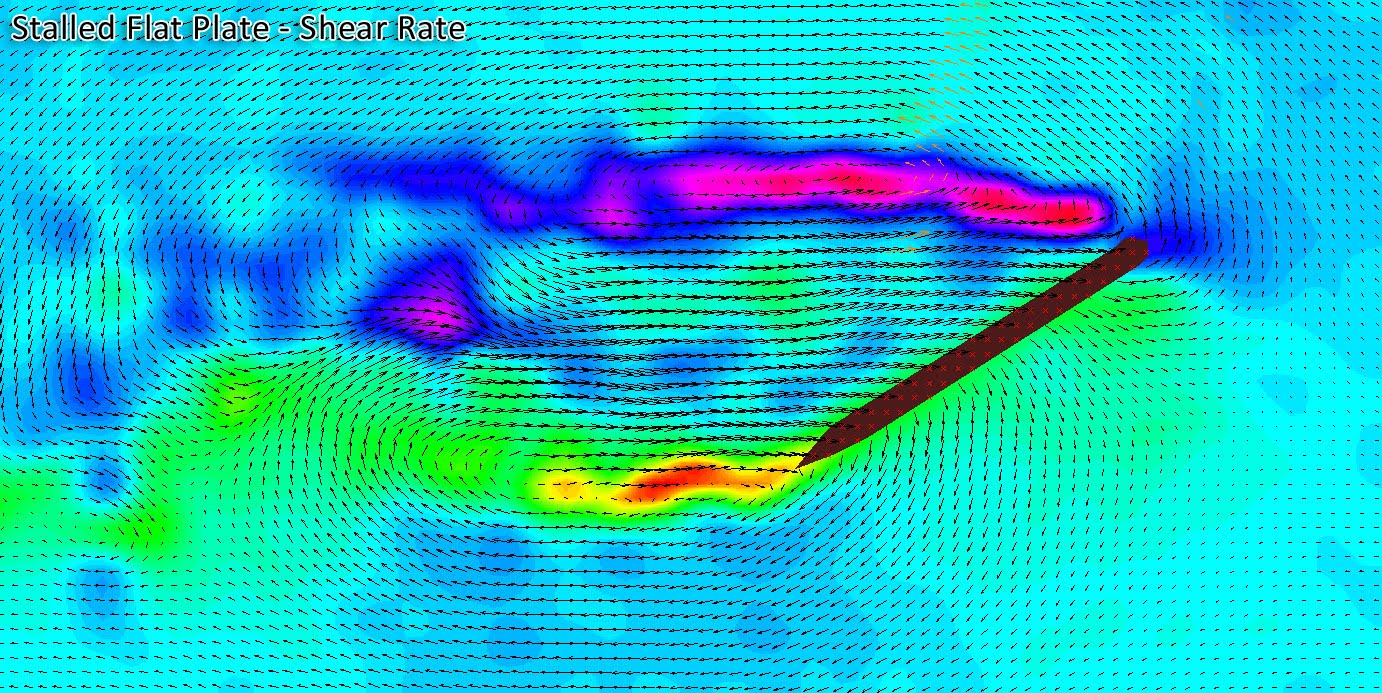
PIV-analyse van een vastgelopen vlakke plaat, afschuifsnelheid gesuperponeerd

Het verstrooide licht van elk deeltje moet in het gebied van twee tot vier pixels over de afbeelding liggen. Als een te groot gebied wordt opgenomen, neemt de beeldgrootte af en kan piekvergrendeling optreden met verlies van subpixelprecisie. Er zijn methoden om het piekvergrendelingseffect te overwinnen, maar deze vereisen wat extra werk..
PIV is nauw verwant aan digitale beeldcorrelatie, een optische verplaatsingsmeettechniek die correlatietechnieken gebruikt om de vervorming van vaste materialen te bestuderen.

## Voors en tegens

### Voordelen
De methode is voor een groot deel niet-intrusief. De toegevoegde tracers (als ze goed zijn gekozen) veroorzaken over het algemeen een verwaarloosbare vervorming van de vloeistofstroom.
Optische metingen vermijden de noodzaak van pitotbuizen, gloeidraad-anemometers of andere indringende stroommeetsondes. De methode is in staat om tegelijkertijd een volledige tweedimensionale doorsnede (geometrie) van het stromingsveld te meten.
Gegevensverwerking met hoge snelheid maakt het genereren van grote aantallen beeldparen mogelijk die op een personal computer in realtime of op een later tijdstip kunnen worden geanalyseerd, en er kan een grote hoeveelheid vrijwel continue informatie worden verkregen.
Waarden voor subpixelverplaatsing maken een hoge mate van nauwkeurigheid mogelijk, aangezien elke vector het statistische gemiddelde is voor veel deeltjes binnen een bepaalde tegel. Verplaatsing kan doorgaans nauwkeurig zijn tot op 10% van één pixel op het beeldvlak.

### Nadelen
In sommige gevallen zullen de deeltjes door hun hogere dichtheid de beweging van de vloeistof (gas/vloeistof) niet perfect volgen. Als er bijvoorbeeld experimenten worden gedaan in water, is het gemakkelijk mogelijk om zeer goedkope deeltjes (bijvoorbeeld plastic poeder met een diameter van ~60 µm) te vinden met dezelfde dichtheid als water. Als de dichtheid nog steeds niet past, kan de dichtheid van de vloeistof worden aangepast door de temperatuur te verhogen/verlagen. Dit leidt tot kleine veranderingen in het Reynoldsgetal, dus de vloeistofsnelheid of de grootte van het experimentele object moet worden gewijzigd om hiermee rekening te houden.
Deeltjesbeeldsnelheidsmetingsmethoden zullen over het algemeen niet in staat zijn componenten langs de z-as (naar/van de camera) te meten. Deze componenten zouden niet alleen over het hoofd kunnen worden gezien, ze zouden ook een interferentie in de gegevens voor de x/y-componenten kunnen veroorzaken, veroorzaakt door parallax. Deze problemen bestaan niet bij stereoscopische PIV, waarbij twee camera's worden gebruikt om alle drie de snelheidscomponenten te meten.
Omdat de resulterende snelheidsvectoren gebaseerd zijn op kruiscorrelatie van de intensiteitsverdelingen over kleine gebieden van de stroom, is het resulterende snelheidsveld een ruimtelijk gemiddelde weergave van het werkelijke snelheidsveld. Dit heeft uiteraard gevolgen voor de nauwkeurigheid van ruimtelijke afgeleiden van het snelheidsveld, de vorticiteit en de ruimtelijke correlatiefuncties die vaak worden afgeleid van PIV-snelheidsvelden.
PIV-systemen die in onderzoek worden gebruikt, maken vaak gebruik van klasse IV-lasers en hogesnelheidscamera's met hoge resolutie, wat kosten- en veiligheidsbeperkingen met zich meebrengt.

## Complexere PIV-opstellingen

### Stereoscopisch PIV
Stereoscopische PIV maakt gebruik van twee camera's met afzonderlijke kijkhoeken om de verplaatsing van de z-as te extraheren. Beide camera's moeten op hetzelfde punt in de stroom zijn scherpgesteld en moeten goed zijn gekalibreerd om hetzelfde scherpstelpunt te hebben.
In de fundamentele vloeistofmechanica worden verplaatsingen binnen een tijdseenheid in de x-, y- en z-richting gewoonlijk gedefinieerd door de variabelen U, V en W. Zoals eerder beschreven, extraheert basis-PIV de U- en V-verplaatsingen als functies van de in-vlak x- en y-richtingen. Dit maakt berekeningen mogelijk van de snelheidsgradiënten {\displaystyle U_{x}}, {\displaystyle V_{y}}, {\displaystyle U_{y}} en {\displaystyle V_{x}}. De andere vijf termen van de snelheidsgradiëntensor kunnen echter niet uit deze informatie worden gevonden. De stereoscopische PIV-analyse kent ook de verplaatsingscomponent van de z-as, W, binnen dat vlak. Dit geeft niet alleen de Z-assnelheid van de vloeistof in het interessevlak, maar er kunnen nog twee snelheidsgradiënttermen worden bepaald: {\displaystyle W_{x}} en {\displaystyle W_{y}}. De snelheidsgradiëntcomponenten {\displaystyle U_{z}}, {\displaystyle V_{z}} en {\displaystyle W_{z}} kunnen niet worden bepaald.
{\displaystyle {\begin{bmatrix}U_{x}&U_{y}&U_{z}\\V_{x}&V_{y}&V_{z}\\W_{x}&W_{y}&W_{z}\\\end{bmatrix}}}

### Stereoscopische PIV met dubbel vlak
Dit is een uitbreiding van stereoscopische PIV door een tweede onderzoeksvlak toe te voegen, direct verschoven ten opzichte van het eerste. Voor deze analyse zijn vier camera’s nodig. De twee vlakken van laserlicht worden gecreëerd door de laseremissie met een bundelsplitser in twee bundels te splitsen. Elke bundel wordt vervolgens orthogonaal ten opzichte van elkaar gepolariseerd. Vervolgens worden ze door een reeks optica verzonden en gebruikt om tegelijkertijd een van de twee vlakken te verlichten.
De vier camera's zijn gekoppeld in groepen van twee. Elk paar focust op een van de laserplaten op dezelfde manier als stereoscopische PIV in één vlak. Elk van de vier camera's heeft een polarisatiefilter dat is ontworpen om alleen het gepolariseerde verstrooide licht door te laten vanuit de respectieve interessevlakken. Hierdoor ontstaat in wezen een systeem waarmee twee afzonderlijke stereoscopische PIV-analyseopstellingen gelijktijdig worden uitgevoerd met slechts een minimale scheidingsafstand tussen de van belang zijnde vlakken.
Deze techniek maakt de bepaling mogelijk van de drie snelheidsgradiëntcomponenten die stereoscopische PIV in één vlak niet kon berekenen: {\displaystyle U_{z}}, {\displaystyle V_{z}} en {\displaystyle W_{z}}.. Met deze techniek kan de gehele snelheidsgradiëntensor van de vloeistof in het tweedimensionale interessevlak worden gekwantificeerd. Er ontstaat een moeilijkheid doordat de laserplaten dicht genoeg bij elkaar moeten worden gehouden om een tweedimensionaal vlak te benaderen, maar toch voldoende verschoven zodat betekenisvolle snelheidsgradiënten in de z-richting kunnen worden gevonden.

### Stereoscopische PIV met meerdere vlakken
Er zijn verschillende uitbreidingen van het dual-plane stereoscopische PIV-idee beschikbaar. Er is een optie om meerdere parallelle laserplaten te maken met behulp van een set straalsplitsers en kwartgolfplaten, waardoor drie of meer vlakken ontstaan, met behulp van een enkele lasereenheid en een stereoscopische PIV-opstelling, genaamd XPIV.

### Micro-PIV
Met behulp van een Fluorescentiemicroscoop kunnen microscopische stromen worden geanalyseerd. MicroPIV maakt gebruik van fluorescerende deeltjes die exciteren bij een specifieke golflengte en uitzenden bij een andere golflengte. Laserlicht wordt gereflecteerd door een dichroïsche spiegel, reist door een objectieflens die zich richt op het interessante punt en verlicht een regionaal volume. De emissie van de deeltjes schijnt, samen met het gereflecteerde laserlicht, terug door het objectief, de dichroïsche spiegel en door een emissiefilter dat het laserlicht blokkeert. Waar PIV zijn tweedimensionale analyse-eigenschappen ontleent aan de vlakke aard van de laserplaat, gebruikt microPIV het vermogen van de objectieflens om slechts op één vlak tegelijk scherp te stellen, waardoor een tweedimensionaal vlak van zichtbare deeltjes ontstaat.
MicroPIV-deeltjes hebben een diameter van enkele honderden nm, wat betekent dat ze extreem gevoelig zijn voor Brownse beweging. Voor deze techniek moet dus een speciale analysetechniek voor ensemblemiddeling worden gebruikt. De kruiscorrelatie van een reeks basis-PIV-analyses wordt samen gemiddeld om het werkelijke snelheidsveld te bepalen. Er kunnen dus alleen stabiele stromen worden onderzocht. Er moeten ook speciale voorverwerkingstechnieken worden gebruikt, aangezien de beelden de neiging hebben een nulverplaatsing te hebben als gevolg van achtergrondruis en lage signaal-ruisverhoudingen. Meestal worden ook objectieven met een hoge numerieke apertuur gebruikt om het maximaal mogelijke emissielicht op te vangen. De optische keuze is om dezelfde redenen ook van cruciaal belang.

### Holografisch PIV
Holografische PIV (HPIV) omvat een verscheidenheid aan experimentele technieken die gebruik maken van de interferentie van coherent licht dat wordt verstrooid door een deeltje en een referentiebundel om informatie te coderen over de amplitude en fase van het verstrooide licht dat invalt op een sensorvlak. Deze gecodeerde informatie, bekend als een hologram, kan vervolgens worden gebruikt om het oorspronkelijke intensiteitsveld te reconstrueren door het hologram te verlichten met de oorspronkelijke referentiebundel via optische methoden of digitale benaderingen. Het intensiteitsveld wordt ondervraagd met behulp van 3D-kruiscorrelatietechnieken om een snelheidsveld te verkrijgen.
Off-axis HPIV gebruikt afzonderlijke bundels om het object en de referentiegolven te leveren. Deze opstelling wordt gebruikt om te voorkomen dat er spikkelruis wordt gegenereerd door interferentie van de twee golven in het verstrooiingsmedium, wat zou optreden als ze zich allebei door het medium zouden voortplanten. Een off-axis experiment is een zeer complex optisch systeem dat talrijke optische elementen omvat, en de lezer wordt verwezen naar een voorbeeldschema in Sheng et al. voor een completere presentatie.
In-line holografie is een andere benadering die enkele unieke voordelen biedt voor deeltjesbeeldvorming. Misschien wel de grootste hiervan is het gebruik van voorwaarts verstrooid licht, dat ordes van grootte helderder is dan verstrooiing loodrecht op de bundelrichting. Bovendien is de optische opstelling van dergelijke systemen veel eenvoudiger omdat het restlicht niet gescheiden hoeft te worden en op een andere locatie opnieuw gecombineerd hoeft te worden. De in-line configuratie biedt ook een relatief eenvoudige uitbreiding voor het toepassen van CCD-sensoren, waardoor een aparte klasse experimenten ontstaat die bekend staat als digitale in-line holografie. De complexiteit van dergelijke opstellingen verschuift van de optische opstelling naar de nabewerking van beelden, waarbij gebruik wordt gemaakt van gesimuleerde referentiebundels. Een verdere bespreking van deze onderwerpen valt buiten het bestek van dit artikel en wordt behandeld in Arroyo en Hinsch.
Een verscheidenheid aan problemen verslechtert de kwaliteit van HPIV-resultaten. De eerste categorie problemen heeft betrekking op de wederopbouw zelf. Bij holografie wordt doorgaans aangenomen dat de objectgolf van een deeltje bolvormig is; Vanwege de Tyndal-verschuiving heeft deze golf echter een complexe vorm die het gereconstrueerde deeltje kan vervormen. Een ander probleem is de aanwezigheid van aanzienlijke spikkelruis die de algehele signaal-ruisverhouding van deeltjesbeelden verlaagt. Dit effect is van groter belang voor in-line holografische systemen, omdat de referentiebundel zich samen met de verstrooide objectbundel door het volume voortplant. Ruis kan ook worden geïntroduceerd door onzuiverheden in het verstrooiingsmedium, zoals temperatuurschommelingen en raamvlekken. Omdat holografie coherente beeldvorming vereist, zijn deze effecten veel ernstiger dan bij traditionele beeldvormingsomstandigheden. De combinatie van deze factoren vergroot de complexiteit van het correlatieproces. Met name de spikkelruis in een HPIV-opname verhindert vaak het gebruik van traditionele, op beelden gebaseerde correlatiemethoden. In plaats daarvan worden identificatie en correlatie van afzonderlijke deeltjes geïmplementeerd, die grenzen stellen aan de deeltjesdichtheid. Een uitgebreider overzicht van deze foutenbronnen wordt gegeven in Meng et al.
In het licht van deze problemen lijkt het erop dat HPIV te ingewikkeld en te foutgevoelig is om voor stroommetingen te worden gebruikt. Er zijn echter met alle holografische benaderingen veel indrukwekkende resultaten behaald. Svizher en Cohen gebruikten een hybride HPIV-systeem om de fysica van haarspeldwervelingen te bestuderen. Tao et al. onderzocht de uitlijning van vorticiteits- en spanningssnelheidstensoren bij turbulentie met een hoog Reynoldsgetal. Als laatste voorbeeld noemen Sheng et al. gebruikte holografische microscopie om metingen nabij de muur uit te voeren van turbulente schuifspanning en snelheid in turbulente grenslagen.

### Scannend PIV
Door gebruik te maken van een roterende spiegel, een hogesnelheidscamera en het corrigeren van geometrische veranderingen, kan PIV vrijwel onmiddellijk worden uitgevoerd op een reeks vlakken door het hele stromingsveld. Vloeistofeigenschappen tussen de vlakken kunnen vervolgens worden geïnterpoleerd. Zo kan een quasi-volumetrische analyse op een doelvolume worden uitgevoerd. Het scannen van PIV kan worden uitgevoerd in combinatie met de andere beschreven tweedimensionale PIV-methoden om een driedimensionale volumetrische analyse te benaderen.

### Tomografisch PIV
Tomografische PIV is gebaseerd op de verlichting, opname en reconstructie van tracerdeeltjes binnen een 3D-meetvolume. De techniek maakt gebruik van verschillende camera's om gelijktijdige beelden van het verlichte volume vast te leggen, dat vervolgens wordt gereconstrueerd om een gediscretiseerd 3D-intensiteitsveld op te leveren. Een paar intensiteitsvelden worden geanalyseerd met behulp van 3D-kruiscorrelatie-algoritmen om het 3D, 3-C-snelheidsveld binnen het volume te berekenen. De techniek werd oorspronkelijk ontwikkeld door Elsinga et al. in 2006. 
De reconstructieprocedure is een complex, onderbepaald omgekeerd probleem. De belangrijkste complicatie is dat een enkele reeks weergaven het resultaat kan zijn van een groot aantal 3D-volumes. Procedures om het unieke volume correct te bepalen op basis van een reeks weergaven vormen de basis voor het gebied van tomografie. In de meeste tomografische-PIV-experimenten wordt de multiplicatieve algebraïsche reconstructietechniek (MART) gebruikt. Het voordeel van deze pixel-voor-pixel reconstructietechniek is dat het de noodzaak vermijdt om individuele deeltjes te identificeren. Het reconstrueren van het gediscretiseerde 3D-intensiteitsveld is rekenintensief en naast MART hebben verschillende ontwikkelingen geprobeerd dit aanzienlijk te verminderen. rekenkosten, bijvoorbeeld de meervoudige gezichtslijn gelijktijdige multiplicatieve algebraïsche reconstructietechniek (MLOS-SMART)  die profiteert van de schaarsheid van het 3D-intensiteitsveld om de vereisten voor geheugenopslag en berekening te verminderen.
Als vuistregel zijn er minstens vier camera's nodig voor een acceptabele reconstructienauwkeurigheid, en de beste resultaten worden verkregen wanneer de camera's op ongeveer 30 graden loodrecht op het meetvolume worden geplaatst. Er zijn veel aanvullende factoren nodig om rekening mee te houden voor een succesvol experiment.
Tomografisch-PIV is toegepast op een breed scala aan stromen. Voorbeelden hiervan zijn onder meer de structuur van een turbulente grenslaag/schokgolf-interactie, de werveling van een cilinderzog of een stampend vleugelprofiel, staaf-vleugel aero-akoestische experimenten, en het meten van kleinschalige, micro-akoestische experimenten. stromen.. Meer recentelijk is Tomografisch-PIV gebruikt in combinatie met 3D-deeltjesvolgsnelheidsmetrie om de interacties tussen roofdieren en prooien te begrijpen en de draagbare versie van Tomogafisch-PIV is gebruikt om unieke zwemmende organismen op Antarctica te bestuderen.

### Thermografische PIV
Thermografische PIV is gebaseerd op het gebruik van thermografische fosforen als kiemdeeltjes. Het gebruik van deze thermografische fosforen maakt gelijktijdige meting van snelheid en temperatuur in een stroom mogelijk.
Thermografische fosforen bestaan uit keramische gastheermaterialen die zijn gedoteerd met zeldzame aardmetalen of overgangsmetaalionen, die fosforescentie vertonen wanneer ze worden belicht met UV-licht. De vervaltijd en de spectra van deze fosforescentie zijn temperatuurgevoelig en bieden twee verschillende methoden om de temperatuur te meten. De vervaltijdmethode bestaat uit het aanpassen van het fosforescentieverval aan een exponentiële functie en wordt normaal gesproken gebruikt bij puntmetingen, hoewel dit is aangetoond bij oppervlaktemetingen. De intensiteitsverhouding tussen twee verschillende spectraallijnen van de fosforescentie-emissie, gevolgd met behulp van spectraalfilters, is ook temperatuurafhankelijk en kan worden gebruikt voor oppervlaktemetingen.
De fosfordeeltjes ter grootte van een micrometer die in thermografische PIV worden gebruikt, worden als tracer in de stroom geplaatst en na belichting met een dunne laserlichtplaat kan de temperatuur van de deeltjes worden gemeten aan de hand van de fosforescentie, normaal gesproken met behulp van een intensiteitsverhoudingstechniek. Het is belangrijk dat de deeltjes een kleine afmeting hebben, zodat ze niet alleen de stroming op bevredigende wijze volgen, maar ook snel de temperatuur ervan aannemen. Bij een diameter van 2 µm is de thermische slip tussen deeltje en gas even klein als de snelheidsslip.
Verlichting van de fosfor wordt bereikt met behulp van UV-licht. De meeste thermografische fosforen absorberen licht in een brede band in het UV en kunnen daarom worden geëxciteerd met behulp van een YAG:Nd-laser. Theoretisch kan hetzelfde licht worden gebruikt voor zowel PIV- als temperatuurmetingen, maar dit zou betekenen dat UV-gevoelige camera's nodig zijn. In de praktijk overlappen twee verschillende bundels afkomstig van afzonderlijke lasers elkaar. Terwijl een van de bundels wordt gebruikt voor snelheidsmetingen, wordt de andere gebruikt om de temperatuur te meten.
Het gebruik van thermografische fosforen biedt enkele voordelige kenmerken, waaronder het vermogen om te overleven in reactieve omgevingen en omgevingen met hoge temperaturen, chemische stabiliteit en ongevoeligheid van hun fosforescentie-emissie voor druk en gassamenstelling. Bovendien zenden thermografische fosforen licht uit op verschillende golflengten, waardoor spectrale discriminatie van excitatielicht en achtergrond mogelijk is.
Thermografische PIV is aangetoond voor tijdgemiddelde en enkelvoudige  metingen. Onlangs zijn ook met succes tijdsopgeloste hogesnelheidsmetingen (3 kHz) uitgevoerd.  

### Kunstmatige intelligentie PIV
Met de ontwikkeling van kunstmatige intelligentie zijn er wetenschappelijke publicaties en commerciële software verschenen die PIV-berekeningen voorstellen op basis van deep learning en convolutionele neurale netwerken. De gebruikte methodologie komt voornamelijk voort uit neurale netwerken met optische stroom die populair zijn in machine vision. Er wordt een dataset met deeltjesafbeeldingen gegenereerd om de parameters van de netwerken te trainen. Het resultaat is een diep neuraal netwerk voor PIV dat een schatting kan maken van dichte beweging, tot een maximum van één vector voor één pixel als de opgenomen beelden dit toelaten. AI PIV belooft een dicht snelheidsveld, niet beperkt door de grootte van het ondervragingsvenster, wat traditionele PIV beperkt tot één vector per 16 × 16 pixels.

### Realtime verwerking en toepassingen van PIV
Met de vooruitgang van digitale technologieën werden realtime verwerking en toepassingen van PIV mogelijk. GPU's kunnen bijvoorbeeld worden gebruikt om de directe, op Fourier-transformatie gebaseerde correlaties van enkele ondervragingsvensters aanzienlijk te versnellen. Op soortgelijke wijze zijn multi-verwerkings-, parallelle of multi-threading-processen op meerdere CPU's of multi-core-CPU's gunstig voor de gedistribueerde verwerking van meerdere ondervragingsvensters of meerdere afbeeldingen. Sommige toepassingen maken gebruik van real-time beeldverwerkingsmethoden, zoals FPGA op basis van on-the-fly beeldcompressie of beeldverwerking. Meer recentelijk zijn de realtime meet- en verwerkingsmogelijkheden van PIV geïmplementeerd voor toekomstig gebruik bij actieve stroomcontrole met op stroom gebaseerde feedback.

## Toepassingen
PIV is toegepast bij een breed scala aan stromingsproblemen, variërend van de stroming over een vliegtuigvleugel in een windtunnel tot vortexvorming in prothetische hartkleppen. Er is gezocht naar driedimensionale technieken om turbulente stroming en jets te analyseren.

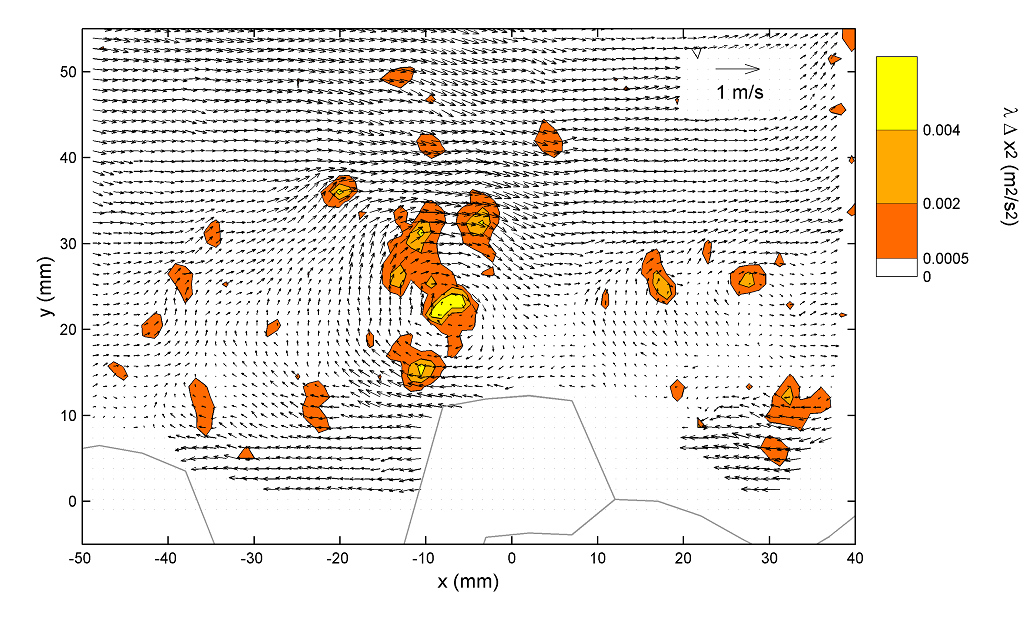
Gemeten turbulente wervel rond een steen

Met name om een beeld te krijgen van de turbulentie in waterstroming veroorzaakt door stenen op de bodem van een waterloop is PIV een goede methode. Door Hofland is hier op deze wijze specifie onderzoek naar gedaan om de duur van turbulente belasting op stenen in een bodembescherming van een rivierbed te bepalen.
Rudimentaire PIV-algoritmen op basis van kruiscorrelatie kunnen binnen enkele uren worden geïmplementeerd, terwijl meer geavanceerde algoritmen een aanzienlijke tijdsinvestering kunnen vergen. Er zijn verschillende open source-implementaties beschikbaar. De toepassing van PIV in het Amerikaanse onderwijssysteem is beperkt vanwege de hoge prijs- en veiligheidsproblemen van PIV-systemen van industriële onderzoekskwaliteit.
Granulaire PIV: snelheidsmeting in korrelige stromen en lawines
PIV kan ook worden gebruikt om het snelheidsveld van het vrije oppervlak en de basale grens te meten in korrelige stromen zoals die in omgevallen containers, schudystemen en lawines. Deze analyse is met name geschikt voor niet-transparante media zoals zand, grind, kwarts of andere korrelige materialen die gebruikelijk zijn in de geofysica. Deze PIV-aanpak wordt "granulaire PIV" genoemd. De opstelling voor granulaire PIV verschilt van de gebruikelijke PIV-opstelling doordat de optische oppervlaktestructuur die wordt geproduceerd door verlichting van het oppervlak van de granulaire stroom al voldoende is om de beweging te detecteren. Hierdoor hoeft mn geen tracerdeeltjes aan het bulkmateriaal toe te voegen.